# Ya Boy

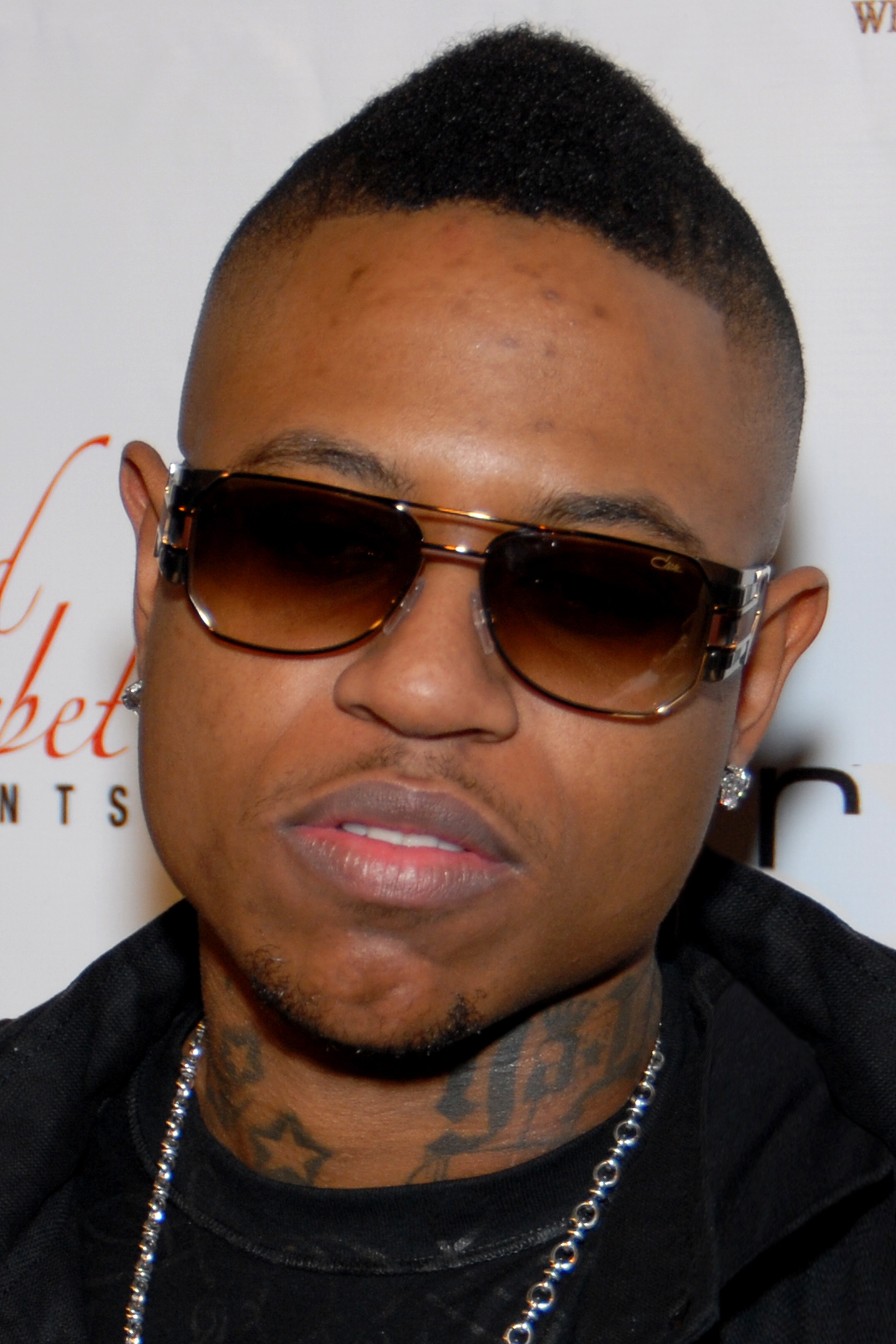
Ya Boy

Ya Boy (* 28. Januar 1984 in Fillmore, San Francisco, Kalifornien; richtiger Name William Joseph Crawford) ist ein US-amerikanischer Rapper.

## Werdegang
Ya Boy begann seine Karriere als Rapper im Jahr 2002 mit dem Titel 16’s with Me. Sein Debütalbum erschien drei Jahre später im Jahr 2005 und trägt den Namen Rookie of the Year. Er ist bekannt für seine Mixtapes und hat davon bereits zehn Stück aufgenommen. Der Westcoast-Rapper war von 2006 bis 2008 Mitglied des Labels The Black Wall Street, dessen Gründer der Rapper The Game ist. Seit Februar 2010 ist Ya Boy bei Konvict Muzik/Kon-Live unter Vertrag.

## Veröffentlichungen
Alben
- 2005: Rookie of the Year
- 2011: Kalifornia Konvict[1]

Mixtapes
- The Prince of the City
- Future of the Franchise
- Chapter 1: The Rise
- The Fix Mixtape
- Ya Boy Radio Part 1
- Optimus Rime
- I’m Bout to Murdah This Shit
- The Bay Area Bully
- Kush 2009
- Mohawks & Heavy Metal
- The Fix 2
- The Fillmore Renaissance Story